# 천 번을 불러도
"천 번을 불러도"는 2014년에 개봉한 대한민국의 영화이다.

## 캐스팅
- 김최용준 : 김대현 역
- 이청미 : 정하나 역
- 정민성 : 김상태 역
- 정성희 : 세미 역
- 박정식 : 조군 역
- 임재근 : 작곡가 역
- 장서이 : 하나 모 역
- 장우진 : 하나 부 역
- 조정윤 : 다해 역
- 이수연 : 선정 역
- 김보라 : 진아 역